# The Sun
The Sun é um jornal diário em formato tabloide veiculado no Reino Unido e na Irlanda. É publicado pelo grupo News Group Newspapers da News International e vendeu, em abril de 2011, uma média diária de 2.783.110 exemplares do seu jornal.